# Stadio comunale (Darfo Boario Terme)
Lo stadio comunale è un impianto polisportivo sito nella città di Darfo Boario Terme, in provincia di Brescia. Dal punto di vista calcistico ospita le gare interne dell'U.S. Darfo Boario, principale squadra locale.

## Struttura
Situato nella frazione di Montecchio, lo stadio dispone di un terreno da gioco principale, in erba naturale, circondato da una pista d'atletica leggera a 6 corsie; a breve distanza vi sono due campi accessori in erba sintetica, di dimensioni minori. Contiguo all'impianto sorge un edificio ospitante alcuni uffici, gli spogliatoi e una palestra.
Gli spalti sono suddivisi nei seguenti settori:
- tribuna principale, dotata di copertura e seggiolini, capace di accogliere 2000 posti (più le postazioni per giornalisti e riprese televisive).
- settore ospiti, scoperto, è costruito in tubi d'acciaio a latere della tribuna coperta. Ha una capienza di 300 posti.
- tribuna laterale, scoperta, sorge dirimpetto alla tribuna coperta; la sua capienza ammonta a 300 posti.
- curva sud, scoperta, ospita i gruppi della tifoseria organizzata del Darfo Boario. Ha anch'essa una capienza di 300 posti.

Gli ultimi interventi di ristrutturazione e adeguamento vennero condotti tra il 2006 e il 2008, in particolare il rifacimento dell'antistadio.
È usato spesso dal Brescia Calcio come sede dell'annuale ritiro estivo.